# Sady nad Torysou
Sady nad Torysou é um município da Eslováquia, situado no distrito de Košice-okolie, na região de Košice. Tem 8,45 km² de área e sua população em 2018 foi estimada em 1.973 habitantes.

## Demografia
| Ano:        | 1994 | 2004    | 2014    | 2024   |
| ----------- | ---- | ------- | ------- | ------ |
| Broj ljudi: | 1486 | 1699    | 1924    | 1925   |
| Razlika:    |      | +14,33% | +13,24% | +0,05% |

| Ano:               | 2023 | 2024   |
| ------------------ | ---- | ------ |
| Número de pessoas: | 1939 | 1925   |
| Diferença:         |      | -0,72% |